# Église Saint-Côme-Saint-Damien d'Auriac
L'église Saint-Côme-Saint-Damien est une église catholique située à Auriac, dans le département français de la Corrèze.

## Localisation
L'église est située dans le département français de la Corrèze, sur la commune d'Auriac.

## Historique
L'église appartenait à un ancien prieuré du XIIe siècle. L'église actuelle est plus récente. Elle comprend une nef de trois travées voûtée sur croisées d'ogives avec collatéraux. Elle comprend un clocher-porche et une tour de défense, dite tour César, qui comprend le chœur et une salle au-dessus. La partie supérieure de cette tour a disparu et a été remplacée par un toit avec campanile d'horloge.
L'église a été inscrite au titre des monuments historiques le 20 janvier 1969.

## Objets protégés
Une crosse eucharistique de la fin du XVIIe siècle a été classée monument historique au titre objet en 1908, ainsi qu'un plat de quête avec une représentation de l'Annonciation classé à titre objet en 1970.